# Acianthera welsiae-windischiae
Acianthera welsiae-windischiae là một loài thực vật có hoa trong họ Lan. Loài này được (Pabst) Pridgeon & M.W.Chase mô tả khoa học đầu tiên năm 2001.

## Hình ảnh

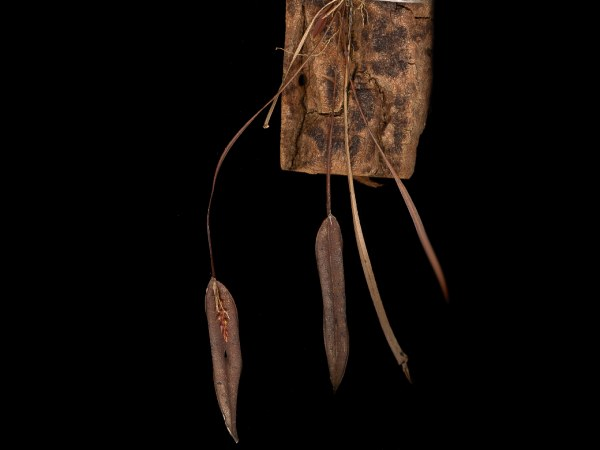